# Вилла Пьовене
Вилла Пьовене (итал. Villa Piovene) — вилла (загородный дом), расположенная в Луго-ди-Виченца в провинции Виченца области Венето на севере Италии. Построена в 1539—1540 годах для аристократической венецианской семьи Пьовене; архитектором, предположительно, был Андреа Палладио.
В 1996 году вилла вместе с другими постройками Палладио включена в список Всемирного наследия ЮНЕСКО «Города Виченца и Палладиевых вилл Венето» (Città di Vicenza e Ville Palladiane del Veneto).

## История и архитектура

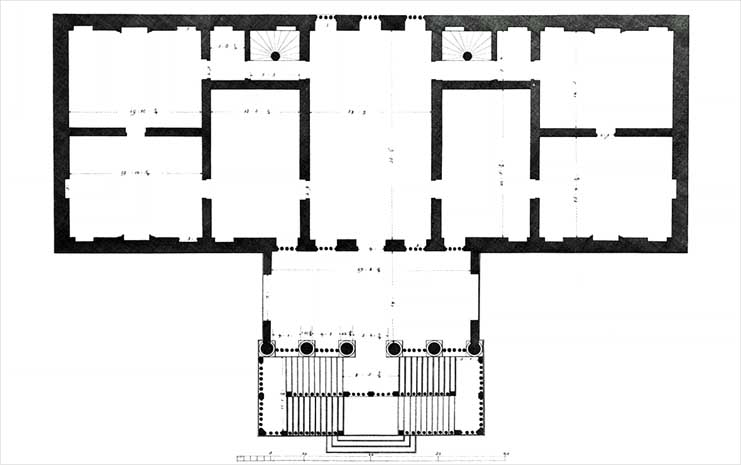
План виллы. Чертёж О. Бертотти-Скамоции. 1778

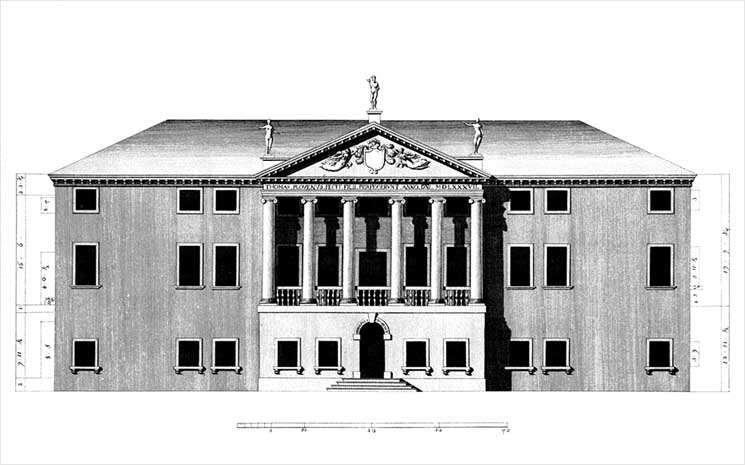
Главный фасад. Чертёж О. Бертотти-Скамоции. 1778

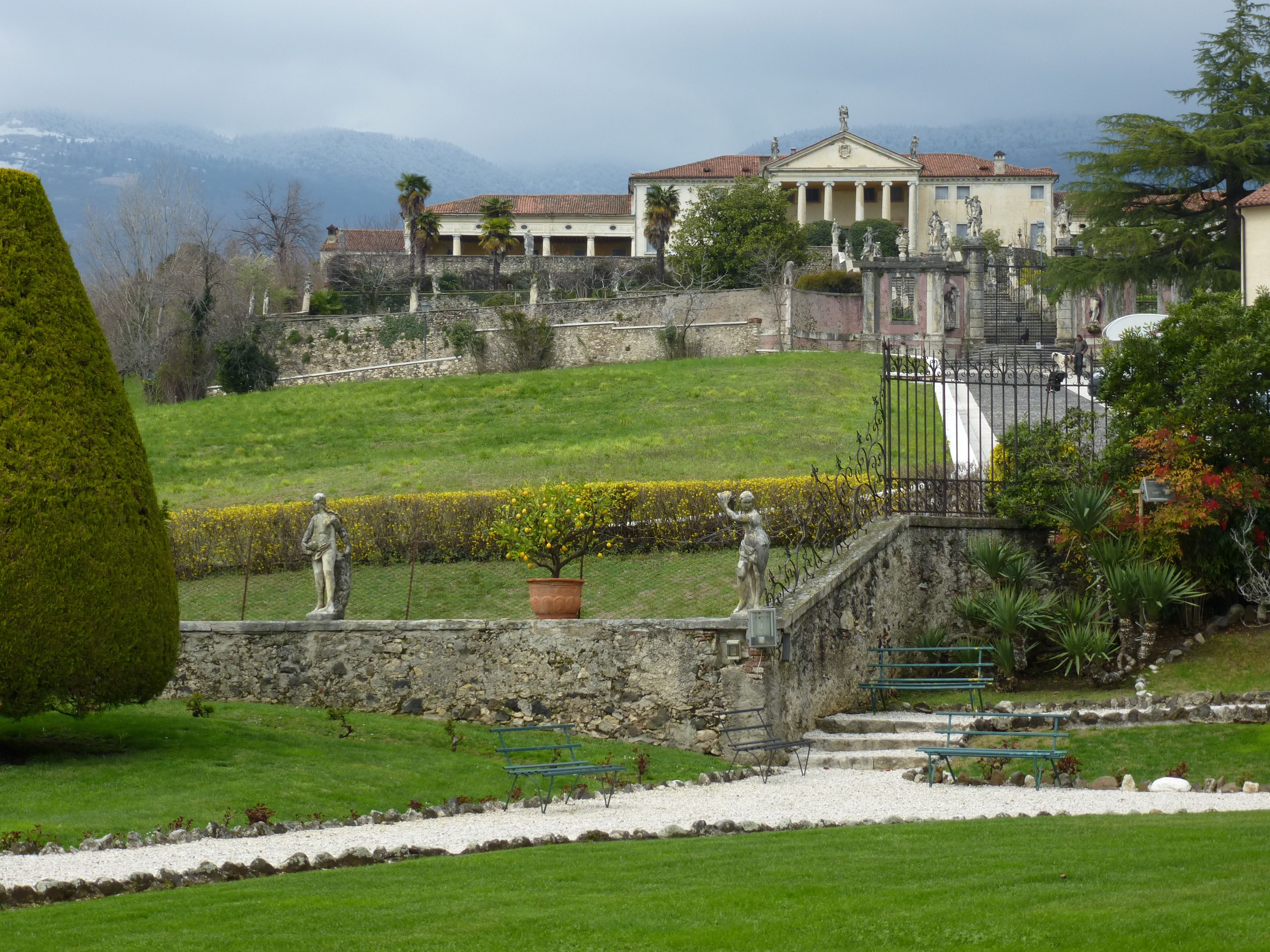
Вилла с террасами

Вилла Пьовене сооружалась в качестве конкурента расположенной поблизости, в двухстах метрах, Виллы Годи. Между дворянскими семьями Пьовене и Годи издавна существовало соперничество. Собственная вилла была мечтой Баттисты Пьовене и его сына Томмазо Пьовене; последний, вероятно, отвечал за завершение постройки.
Тем не менее причастность Палладио к проектированию и постройке Виллы Пьовене до настоящего времени вызывает больше сомнений, чем уверенности. Здание не было включено в трактат Палладио «Четыре книги об архитектуре» (Quattro libri dell’architettura, 1570), хотя и некоторые другие виллы также были исключены, например, Вилла Гаццотти или Вилла Вальмарана (Вигардоло). Характеристики самого здания также вызывают недоумение: нехарактерный для Палладио план, окна расположены на фасаде в странном порядке, а пронаос неуклюже соединен с основным корпусом.
Возможно, такие странности являются следствием трёх разных недостаточно согласованных этапов строительных работ: документы свидетельствуют о существовании усадебного дома, меньшего размера, чем нынешний, и построенного до 1541 года, который был расширен на более позднем этапе за счет добавления пронаоса с датой 1587 года. Лоджия в центре главного фасада, образованная шестью колоннами ионического ордера, вероятнее всего, была начата Палладио примерно в 1570 году и завершена после его смерти. Можно также предположить, что расширение особняка и расположение окон возникли в 1570-х годах без участия Палладио.
В первой половине XVIII века архитектор Франческо Муттони пристроил боковые боковые крылья — «баркессы» (итал. barchessa — «лодочка»), разбил сад и соорудил двухмаршевую лестницу, ведущую на лоджию. Живописный парк был разбит в XIX веке.
Особый исторический и архитектурный интерес представляет потолок с балками северо-восточной комнаты и камин в типичном палладианском стиле. Портики «баркесс» имеют дорические колонны и заканчиваются аттиком.
За пределами виллы находится семейный Ораторий (молельня) Сан-Джироламо (1496). На склоне холма расположены террасы, по середине которых проходит лестница, обрамлённая статуями, которая с одной стороны ведёт ко входу на виллу, а с другой заканчивается роскошными коваными воротами XVIII века. Внутри террас имеются клумбы и кусты роз, в частности, среди последних встречаются старинные и редкие сорта, от белого до красного и ярко-оранжевого цвета.